# Krumpfen
Das Krumpfen oder Sanforisieren ist ein Veredelungsverfahren für Stoffe und Textilien aus den meisten Natur- und/oder Synthesefasern. Dabei wird das Tuch vor dem Zuschnitt einer mechanischen Stauchung unterzogen und schrumpft ein. Dieser Zustand wird fixiert und verhindert dadurch ein nachträgliches Eingehen der fertigen Erzeugnisse, und damit eine spätere – unerwünschte – Dimensionsänderung. Als Monforisieren wird das Krumpfen von Polyestermischgeweben auf Monforisatoren, besonderen Krumpfanlagen, bezeichnet.

## Krumpfen
Um ein nachträgliches Schrumpfen textiler Erzeugnisse bei Wasser- oder Wärmeeinfluss zu verhindern, wird das Einlaufen des Tuches in einem industriellen Verfahren absichtlich vorweggenommen. Zuerst wird ein Waschtest an einer Warenprobe durchgeführt, um das tatsächliche Ausmaß des Einlaufens festzustellen. Aufgrund des nun messbaren Einsprungs wird die Krumpfmaschine eingestellt. 
Das Tuch wird mittels einer Fördereinrichtung kontinuierlich in die Krumpfmaschine gefahren und zuerst mit Wasser oder Wasserdampf befeuchtet. In der Krumpfmaschine drückt eine Anpresswalze ein Gummiband gegen einen beheizten Krumpfzylinder, das Gummiband wird dabei durchgedrückt und dadurch gedehnt. Das zwischen Gummiband und heißem Krumpfzylinder zwangsläufig geführte Tuch muss die Dehnung des Gummibandes mitmachen und wird gestreckt. Nach Verlassen der Druckzone zieht sich das gestreckte Gummiband wieder zusammen, das Tuch macht diese Verkürzung mit und wird zusammengeschoben, also gekrumpft. Je stärker das Gummiband vom Krumpfzylinder durchgedrückt, also gespannt wird, desto größer ist die nachfolgende Entspannung und damit auch die Krumpfung des Tuches. Auf diese Weise kann das Ausmaß der Krumpfung geändert werden. Im Anschluss an das Krumpfen wird das Tuch getrocknet und dabei der nun hergestellte Zustand fixiert. Noch einmal wird an einer Warenprobe ein Waschtest durchgeführt und überprüft, ob die Dimensionsstabilität die geforderten Grenzwerte erfüllt. 
Bei diesem Verfahren kommen keine Chemikalien zum Einsatz, das Gewebe wird ausschließlich durch Feuchtigkeit, Hitze und Druck fixiert. Eine derart ausgerüstete Ware gewährleistet in der Regel eine Maßstabilität im Bereich von etwa ±1 % und wird als krumpfecht oder „krumpfarm“ bezeichnet. Insbesondere für den Bereich der technischen Textilien, etwa im Flugzeug- oder Automobilbau, werden Gewebe auf einen Wareneinsprung von unter 0,3 % gekrumpft.

## Sanforisieren
Eine der bekanntesten Ausrüstungsmarken für krumpfechte Textilien ist das vom Amerikaner Sanford L. Cluett (1874–1968) in den 1920er Jahren entwickelte Sanfor-Verfahren. Der Name „Sanfor“ wurde dabei aus dem Vornamen des Erfinders Sanford abgeleitet. Er entwickelte die erste Krumpfmaschine, die ähnlich wie oben beschrieben funktionierte. Seit 1930 vergibt die Sanforized Company, a Division of Cluett, Peabody & Co. Inc., New York, USA, Lizenzen an Textil- und Bekleidungshersteller. Diese müssen sich vertraglich verpflichten, bestimmte Herstellungs- und Prüfmethoden in ihrer Produktion einzuhalten, und dürfen dann auf ihren Erzeugnissen das Sanfor-Etikett anbringen. Sanforisiert werden meist Baumwolle und Baumwollmischgewebe. Sanfor, Sanforized und Sanforizado sind für verschiedene Länder eingetragene Warenzeichen der Cluett, Peabody & Co. Inc., New York. In der Schweiz und Deutschland ist die Marke Sanfor seit 2005 in Händen der GTB Holding Corp., New York.

### Sanfor-Plus
Sanfor-Plus und Sanfor-Plus 2 weisen auf eine zusätzliche Pflegeleichtausrüstung hin. Dabei werden die Textilien nach dem Sanforisieren mit Kunstharzen (Harnstoff- bzw. Melaminharze) behandelt, um das Knitterverhalten zu verbessern und die Ware schmutzabweisend einzustellen. Die verwendeten formaldehydhaltigen Chemikalien können allergische Hautreaktionen hervorrufen und stehen im Verdacht, krebserregend zu sein.

### Sanfor-Set
Eine Sanfor-Set-Etikettierung weist auf eine Knitterarm-Ausrüstung hin. Dabei werden die Textilien nach dem Sanforisieren mit Ammoniak behandelt. Dieses Veredelungsverfahren erfordert eine Abwasserbehandlung, um eine Belastung der Abwässer zu vermeiden oder zu mindern.